# Vratnická hodinová věž
Vratnická hodinová věž (bosensky Vratnička sahat-kula) se nacházela v sarajevské části Vratnik. Postavena byla roku 1874 ze dřeva a později zbořena, protože nebyla stabilní. Vratnická hodinová věž byla poslední stavbou svého typu, která vznikla v Bosně a Hercegovině během vlády Osmanské říše (celá země se později stala součástí Rakousko-Uherska). Podrobné detaily o této stavbě, včetně toho kdo a jak ji postavil, se do dnešních časů nedochovaly.